# Museu de Arte de São Paulo
Museu de Arte de São Paulo er et museum i São Paulo i Brasilien.
Beliggende i Paulista Avenue, blev grundlagt i 1947 af iværksætter Assis Chateaubriand. Det er en af de vigtigste og mest berømte museer i Latinamerika.